# Municipio de Des Arc (condado de Prairie)
El municipio de Des Arc (en inglés: Des Arc Township) es un municipio ubicado en el condado de Prairie en el estado estadounidense de Arkansas. En el año 2010 tenía una población de 272 habitantes y una densidad poblacional de 2,78 personas por km².

## Geografía
El municipio de Des Arc se encuentra ubicado en las coordenadas 35°3′14″N 91°30′18″O / 35.05389, -91.50500. Según la Oficina del Censo de los Estados Unidos, el municipio tiene una superficie total de 97.88 km², de la cual 94,29 km² corresponden a tierra firme y (3,67 %) 3,59 km² es agua.

## Demografía
Según el censo de 2010, había 272 personas residiendo en el municipio de Des Arc. La densidad de población era de 2,78 hab./km². De los 272 habitantes, el municipio de Des Arc estaba compuesto por el 98,53 % blancos, el 0,74 % eran afroamericanos y el 0,74 % eran de una mezcla de razas. Del total de la población el 0 % eran hispanos o latinos de cualquier raza.